# Кумжинське газоконденсатне родовище

Кумжинське газоконденсатне родовище на мапі

Кумжинське газоконденсатне родовище — одне з родовищ на сході Архангельської області, станом на 2016 рік друге за розміром запасів у нар'ян-марській групі після Лаявозького.

## Опис
Відкрите у 1974 році в 65 км на північний схід від Нар'ян-Мару в дельті річки Печора. Поклади вуглеводнів залягають на глибинах 2300-3000 метрів у відкладеннях карбону та пермі. За своїм типом родовище відноситься до сводових, колектори — карбонати. У складі газу присутні певні домішки — до 0,2 % сірководню та 3,5 % вуглекислого газу.
Запаси за російською класифікаційною системою за категоріями АВС1+С2 оцінюються у 105 млрд.м3 газу та 3,9 млн.т конденсату.

## Аварія
У 1980 році внаслідок помилок при проведенні бурових робіт на свердловині Кумжа-9 відбулась аварія. Розпочалось фонтанування та горіння газу в обсягах 2 млн.м3 на добу, що продовжувалось 1,5 роки. Припинити витік вдалось тільки після проведення на глибині 1470 метрів ядерного вибуху потужністю 37,6 кілотон. В результаті були зсунуті глибинні пласти, що дозволило припинити активний витік газу. Втім, роботи по ліквідації аварії продовжувались до 1987 року. 
У 2001 році на свердловині Кумжа-9 активізувалось просочування вуглеводнів. Взяті у 2005-му проби показали багаторазове перевищення їх гранично-припустимої концентрації. Втім, вже наступного року перевищення знизилось до 2-3 разів.

## Сучасний стан
На поверхні радіаційна ситуація в межах норми. Поклад ізольований від району вибуху та, як вважається, може бути введений в розробку (хоча існують і супротивники такого рішення).
У 2007 році права на розробку родовища отримала компанія «СН Инвест», яка входить у групу Alltech. В 2011-му на розконсервованій пошуково-оціночній свердловині № 29 отримали промисловий притік в об'ємі 1,08 млн.м3 на добу.
Планується, що Кумжинське родовище поряд з Коровінським (належить тій же компанії) повинне стати базою для проекту «Печора ЗПГ», в межах якого можливе спорудження заводу із зрідження природного газу біля селища Індига на морському узбережжі. Потужність заводу анансувалась у розмірах до 8-10 млн.т на рік, щоправда, для цього планувалось залучити також ресурси згаданого вище Лаявозького та Вайневиського родовищ. Проект потребуватиме великих капіталовкладень — на розробку родовищ, прокладання газопроводу довжиною 300 км та спорудження самого заводу.